# Oost-Pommers
Het Oost-Pommers, ook wel Achter-Pommers (Duits: Hinterpommersch), is een oostelijke dialectvariant van het Nederduits, die vroeger werd gesproken in Achter-Pommeren ten oosten van de destijds Duitse stad Stettin, sinds 1945 Szczecin.
Deze taal werd door 13de-eeuwse kolonisten uit westelijker streken meegenomen en gangbaar onder de gehele Pommerse bevolking, hoewel het Slavisch van de oorspronkelijke bevolking als een substraat in een reeks archaïsche woorden bewaard bleef, vooral in de meest oostelijke gebieden waar het Slavisch pas in de loop van de 18de en 19de eeuw uitstierf.
Na het einde van de Tweede Wereldoorlog werd vrijwel de gehele Duitse bevolking, en daarmee dus ook de sprekers van het Oost-Pommers, uit Achter-Pommeren naar het westen verdreven, waar ze soms dialecten van hun nieuwe omgeving maar meer nog dan ze in het geboortestreek gewend waren geweest juist het Hoogduits als dagelijkse omgangstaal overnamen.  Het Oost-Pommers is bijgevolg nu in Europa vrijwel uitgestorven.
Alleen in Brazilië is het nog in levend gebruik in de 19de-eeuwse kolonies van Pommerse immigranten in de staten Espírito Santo en Rio Grande do Sul.

## Onderverdeling
Het Oost-Pommers kende de volgende subdialecten:
- Westhinterpommersch
- Osthinterpommersch
- Bublitzisch
- Pommerellisch, waarin meer dan in de andere dialecten Slavische taalvormen bewaard waren gebleven.